# Стрижов, Борис Васильевич
Борис Васильевич Стрижов (24.09.1918, Нижегородская область — 29.01.1988) — машинист электровоза локомотивного депо Горький-Сортировочный Горьковской железной дороги, Горьковская область, Герой Социалистического Труда.

## Биография
Родился 24 сентября 1918 года в деревне Демидово Богородского района Нижегородской области, в рабочей семье. В 1936 году окончил школу фабрично-заводского обучения. Два года работал слесарем по ремонту паровозов в паровозном депо Горький-Сортировочный.
В 1938 году стал помощником машиниста на паровозе Эм-740-84, а с 1940 года работал машинистом. В годы Великой Отечественной войны, первый среди машинистов Горьковской железной дороги, стал водить тяжеловесные поезда, был инициатором соревнования машинистов за высокую производительность в работе. В 1941 году ему присвоена квалификация — машинист 3-го класса, а сразу после войны — 2-го класса. С 1953 по 1961 г. провёл 731 тяжеловесный поезд, перевёз 335877 тонн сверх плана. Стрижов отдал паровозу 26 лет трудовой деятельности. За безаварийную работу ежегодно получал премии и благодарности: награждён знаком «Ударнику Сталинского призыва».
Когда началась электрификация железных дорог, Стрижов окончил на курсы машинистов электровозов в городе Красноярске. 30 декабря 1962 года состоялось торжественное открытие электрифицированного участка Горький — Шахунья. Первый поезд с электровозом по нему повёл машинист, тогда уже 1-го класса, Борис Васильевич Стрижов.
Указом Президиума Верховного Совета СССР от 4 августа 1966 года за выдающиеся успехи, достигнутые в выполнении заданий семилетнего плана перевозок, развитии и технической реконструкции железных дорог Стрижову Борису Васильевичу присвоено звание Героя Социалистического Труда с вручением ордена Ленина и золотой медали «Серп и Молот».
Выйдя в 1987 году на заслуженный отдых, Борис Васильевич продолжал трудиться в локомотивном депо Горький-Сортировочный в должности бригадира
Жил в городе Горький. Скончался 29 января 1988 года. Похоронен в городе Нижний Новгород на кладбище «Сортировочное».
Награждён орденом Ленина, медалями; знаком «Почетный железнодорожник».
Паровоз Л-3095, на котором он был старшим машинистом, сейчас в строю: каждый год в памятные для Горьковской магистрали дни организуются поездки в составе ретро-поезда. В 2020 году приказом начальника Дирекции тяги Валинским О. С. паровозу присвоено имя Бориса Васильевича Стрижова.